# Cantón de Escazú
Cantón de Escazú är en kanton i Costa Rica.   Den ligger i provinsen San José, i den centrala delen av landet, 5 km väster om huvudstaden San José.